# Seelenadel
Seelenadel ist ein deutsches Stummfilmmelodram aus dem Jahr 1913 von Harry Piel.

## Handlung
Graf Horward und seine Schwester Alice haben nach dem Tode ihres alten Vaters die Regentschaft in einem Fürstentum übernommen. Während Horward sein persönliches Glück in Prinzessin Eleonore findet, hat sich Alice in den Grafen Wornozew, einen Jugendfreund ihres Bruders, verliebt. Da die kleine Erbmonarchie total überschuldet ist, muss Horward jedoch aus Gründen der Staatsräson auf seine große Liebe verzichten und die Ehe mit der amerikanischen Millionärstochter Miss Shaw anstreben. Als seinen Brautwerber schickt er Wornozew vor. Dieser legt mit einem Passagierdampfer in die Vereinigten Staaten ab und lernt an Bord eine junge Dame kennen. Beide verlieben sich Hals über Kopf ineinander. Als er erfährt, dass es sich dabei um Miss Shaw handelt, schiebt er schweren Herzens seine Gefühle beiseite und führt seinen Auftrag aus, bei Miss Shaws Vater im Namen von Graf Horward, dem neuen Fürsten, um die Hand der Tochter zu bitten. Bald reist man ins Fürstentum zurück, wo ein großer Empfang für die finanziellen Retter des Pleitestaates vorbereitet wird. 
Klaglos beugt sich Prinzessin Eleonore dem Druck und zieht sich, ihrer Liebe beraubt, in ein Kloster zurück. Währenddessen muss Alice, die noch immer tiefe Gefühle für Wornozew hegt, sehen, wie schwer es diesem fällt, sich von der zukünftigen Fürstin, Miss Shaw, zu trennen. Beider Liebe zueinander scheint ihr ebenso tief wie aufrichtig. Alice befindet, dass durch diese arrangierte Heirat alle nur in ihr Unglück stolpern und geht daher zu Mr. Shaw, um ihm die ganze Angelegenheit und ihre Hintergründe zu erklären. Shaw, mindestens so edelmütig wie alle anderen Protagonisten dieser Geschichte, geht zu Horward und bittet ihn, seine Tochter wieder freizugeben, damit niemand unglücklich werde. Er wolle dem Fürstentum genug Geld zukommen lassen, um es vor in dem Bankrott zu bewahren. Alice schwingt sich daraufhin hoch zu Ross und reitet zum Kloster, um Eleonore die freudige Botschaft zu übermitteln, dass Horward wieder frei für sie sei. Im vollen Galopp macht das Pferd einen Sprung, stürzt und lässt die Fürstenschwester im hohen Bogen durch die Luft fliegen, bis sie krachend in ein Treibhaus fliegt. Nun ist auch Wornozew frei für Miss Shaw. Gemeinsam trauernd stehen die beiden Paare vor Eleonores Bahre.

## Produktionsnotizen
Seelenadel entstand im Vitascope-Atelier in Berlin-Weißensee, passierte die Zensur im Juni 1913 und erlebte seine Uraufführung am 1. August 1913. Die Länge des mit Jugendverbot belegten Zweiakters betrug 700 Meter. 

## Kritik
„Groß, edel, wie Helden kämpfen diese Menschen gegen den Schmerz und innere Enttäuschung. Das Geschick hat ihre Seelen geadelt. Schön, wie die herrliche Landschaft, zieht das Erlebte an unseren Augen vorbei; ergriffen fühlen wir unsere Seelen erklingen von den Bildern, die das Filmdrama „Seelenadel“ abrollt.“